# Peter Pack Rat
Peter Pack Rat è un videogioco arcade a piattaforme pubblicato nel 1985 dalla Atari Games. Nel 1988-1989 vennero pubblicate conversioni per i computer Amstrad CPC, Commodore 64 e ZX Spectrum dalla Silverbird, marchio economico della Telecomsoft. Il protagonista del gioco è il piccolo roditore antropomorfo Peter che deve raccogliere cianfrusaglie abbandonate evitando altri animali ostili; pack rat in inglese è il neotoma, ma è anche un modo di dire per chi ama accumulare roba di dubbia utilità.
La macchina arcade originale è basata sull'hardware Atari System 1, come alcuni altri giochi Atari, ed era possibile convertire un cabinato da un gioco all'altro acquistando un kit di conversione e cambiando solo alcuni componenti; Peter Pack Rat venne prodotto in quantità ridotta e principalmente in formato kit di conversione. Quando uscirono le versioni per computer, il vecchio arcade era poco conosciuto.
Una versione per la console PC Engine era in sviluppo, ma non uscì mai.

## Modalità di gioco
Il giocatore controlla Peter e deve aggirarsi in un ambiente a piattaforme con vista di profilo e scorrimento in tutte le direzioni. L'obiettivo è raccogliere un certo numero di oggetti sparsi per lo schema, come bottiglie, orologi, lattine, chiavi inglesi e altro, da riportare infine alla tana di Peter per completare il livello. Ci sono tre differenti livelli che si ripetono ciclicamente, aumentando oggetti da raccogliere e nemici: un deposito di rottami con la fognatura sottostante, una fognatura più grande, e un grosso albero.
Peter può correre in orizzontale, saltare e salire su scale a pioli, inoltre sono presenti tubature (o buchi nell'albero) utilizzabili come passaggi istantanei, scivoli a senso unico, scale scorrevoli, trampolini. Sul fondo dei livelli con fognature c'è anche una pozza d'acqua, e se Peter ci dovesse cadere può nuotare lentamente.
A seconda del livello possono essere presenti vari tipi di animali avversari, che fanno perdere una vita a Peter se lo toccano: ratti di una gang, gatti, cani, mosche, pipistrelli, gufi, un ragno su una grande ragnatela sulla quale anche Peter può arrampicarsi, un alligatore in acqua, un serpente. Alcuni oggetti come pietre e mattoni, distinti da quelli da portare alla tana, possono essere raccolti e successivamente lanciati in linea retta per stordire temporaneamente i nemici. Gli animali volanti storditi si possono prendere come mezzo di trasporto, permettendo a Peter di volare per un breve periodo di tempo.